# Очиров, Гуржап Ванюшкеевич
Гуржа́п Ванюшке́евич Очи́ров (бур.  Очиров Банюушхын Гуржаб; 20 марта 1905, улус Ярикто, Забайкальская губерния — 1956, Курумкан, Бурят-Монгольская АССР) — участник Великой Отечественной войны, командир партизанской бригады на Смоленщине, майор.

## Биография

### До Великой Отечественной войны
Родился 20 марта 1905 года в улусе Ярикто Забайкальской губернии в семье бурята, кузнеца Очира Ванюшкеевича Очирова. В улусе Ярикто окончил начальную школу.
В сентябре 1927 года был призван в ряды Рабоче-крестьянской Красной армии, служил в Бурятском кавалерийском дивизионе. В 1929 году в должности командира взвода кавалеристов участвовал в боях на Китайско-Восточной железной дороге. 17-18 ноября участвовал в конном рейде в тыл Маньчжурской группировки войск генерала Ляна; 18 ноября в бою в районе Чжалайнора был ранен. За храбрость и мужество, отличное выполнение боевых заданий был награждён орденом Красного Знамени. С 1931 по 1933 год проходил обучение в Северо-Кавказском (Краснодарском) кавалерийском училище, затем в должности командира взвода служил в Отдельном Бурят-Монгольском кавалерийском полку.
С 1936 по 1938 год — начальник оперативной группы разведывательного отделения Забайкальского военного округа; в 1936—1937 годы служил в Монголии в качестве разведчика и переводчика с монгольского.
С 1938 по 1939 год — слушатель курсов разведчиков при Генеральном штабе ВС СССР.
С 1939 по 1940 год — заместитель начальника оперативного пограничного пункта на границе с Маньчжурией. В 1939 году в качестве агентурного разведчика Забайкальского военного округа участвовал в боях в районе реки Халхин-Гол. В 1940 году — в звании капитана занимал должность в штабе кавалерийской дивизии имени Максима Горького.
С января по апрель 1941 года — начальник 2-го разведывательного отделения 22-й кавалерийской дивизии 16-й армии.

### Великая Отечественная война
К началу Великой Отечественной войны — начальник штаба 3-го батальона 480-го стрелкового полка (152-я стрелковая дивизия). Полк занимал оборону на перекрёстке дорог Минск — Москва и Смоленск — Орша, с 17 июля по 2 августа участвовал в обороне Смоленска. За успешные боевые действия Очиров был представлен к награде — второму ордену Красного Знамени.

#### Партизанская война на Смоленщине
29 июля 1941 года, прикрывая отход своей дивизии силами 8-й роты, в бою был ранен и оказался в тылу врага. Очирова и рядового Г. Миронова, который вынес командира с поля боя, местный житель Николай Иванов привёз в деревню Кожино, где они до выздоровления находились в доме Андрея Платоновича Капустина, председателя сельсовета. В деревне Гришково Духовщинского района Смоленской области совместно с секретарём Духовщинского районного комитета партии Л. Цурановым и политруком А. Туровским Очиров организовал партизанский отряд, в котором возглавил штаб. Бойцы отряда проводили диверсии: разбирали мосты, перерезали телефонные и телеграфные провода, разбивали машины, уничтожили более 300 предателей Родины.
28 марта 1942 года приказом командира партизанского соединения «Бати» назначен командиром 3-го отряда. 8 апреля в деревне Избичное отряд Очирова с помощью умело организованной засады ликвидировал 35 гитлеровцев, захватив при этом множество трофеев. 20 апреля в этой же деревне отрядом уничтожено ещё 28 фашистов.
23 апреля 1942 года в районе Капель-Липка, Спас-Липка, Носило-Озерецкое и в деревне Преображенск бойцы отряда уничтожили 230 немцев, захватили 17 подвод, большое количество боеприпасов, оружия, пулемётов, винтовок, автоматов, миномётов. За эту операцию Очиров был награждён орденом Ленина. В мае отрядом Очирова в районе Демидова совершены несколько налётов на фашистов. Убито более 30 немцев, ликвидирована разведка противника в количестве 10 человек.
6 июня 1942 года Очиров Г. В. приказом «Бати» назначен командиром 3-й бригады (комиссар — Четвериков). Бригада численностью 1200 человек ежедневно вела бои во всех направлениях на фронте протяжённостью 40 км. По направлению реки Гобзы партизаны Очирова постоянно отбивали атаки немцев количеством до 300 человек, действовавших при поддержке артиллерии и миномётов. Бригада организовывала многочисленные засады, минировала автодороги и железнодорожные пути. В конце июня бригадой Очирова была разгромлена автоколонна противника, уничтожено 35 гитлеровцев. К 17 июля бригадой было пущено под откос четыре поезда, сбит самолёт, взорвано 15 автомашин.
10 сентября 1942 года немецкие войска начали решительное наступление на позиции войск партизан по линии Демидов — Рибшево. Операция под кодовым названием «Жёлтый слон» предусматривала мощный удар по позициям 4-й ударной армии и бригадам партизанского соединения «Бати». Немцами были выделены значительные силы: кавалерийская бригада СС — 6 тыс. человек; 2-й, 3-й, 4-й и 7-й батальоны СС, 33-й строительный батальон моторизованной пехоты, 330 ПД в составе трёх полков, 229 артполк, 246 ПД, один полк 33 ПД. Бригада Очирова постоянно вела бои по всем направлениям. За 27-дневный бой удалось уничтожить более 2000 немцев.

#### Вновь в действующей армии
В начале 1943 года партизанская бригада Очирова соединилась с регулярными частями Красной армии и была расформирована. 31 января 1943 года приказом № 043 4-й ударной армии Калининского фронта состоявший в резерве Военного Совета армии капитан Очиров Г. В. был назначен командиром стрелкового батальона 115-го стрелкового полка 332-й стрелковой дивизии.
С 11 июля по 18 октября 1943 года — командир стрелковой роты 4-го отдельного штрафного батальона Калининского фронта, 39-й армии. С 14 по 17 сентября штрафная рота под командованием Очирова приняла участие в наступательных боях в районе города Духовщины. При прорыве переднего края обороны противника его рота первой ворвалась в траншеи и в рукопашной схватке уничтожила 60 немцев и захватила четырёх пленных. Тем самым было обеспечено развитие успеха остальными подразделениями. 10 октября 1943 года за проявленные доблесть и мужество, образцовое выполнение боевых заданий командования Очиров был награждён орденом Красного Знамени.
С 19 октября 1943 по 7 апреля 1944 года — заместитель командира стрелкового батальона 101-й отдельной стрелковой бригады (39-я армия). С 8 апреля по 24 ноября 1944 — слушатель курсов младших лейтенантов 1-го Прибалтийского фронта. С 25 ноября 1944 по 7 февраля 1945 года — командир батальона 287-го стрелкового полка 51-й стрелковой дивизии. Был тяжело ранен в ногу; с 8 февраля по 18 мая 1945 года находился на лечении в хирургическом госпитале № 4313, эвакогоспиталь № 33444.
27 января 1945 года приказом № 068 командующего 2-м Белорусским фронтом Маршала Советского Союза К. К. Рокоссовского присвоено очередное воинское звание «майор».

### После Великой Отечественной войны
С 27 мая по 16 июня 1945 года — командир батальона 661-го стрелкового полка 200-й стрелковой дивизии, затем по 23 января 1946 года — командир батальона 164-го стрелкового полка 33-й стрелковой дивизии. Демобилизован 26 февраля 1946 года.
Работал директором «Заготживсырьё» в селе Курумкан, с 1954 года — бригадиром строительной бригады в колхозе им. Сталина. Умер в 1956 году в селе Курумкан, похоронен там же.

## Семья
Жена — Ольга Даниловна.

## Награды
- именные часы и серебряный портсигар от Наркома обороны (1935)[3]
- именные часы от Наркома обороны (1939) — за отличное выполнение боевых заданий в тылу у японцев[3][4]
- Орден Ленина (1942)[1][3]
- Орден Красного Знамени (1930; 10.10.1943)[1]
- Орден Красной Звезды (21.2.1945)[3]
- Медаль «За победу над Германией в Великой Отечественной войне 1941—1945 гг.» (7.9.1945)[11]
- Знак «Бойцу ОКДВА»

## Память
В 1965 году вышла документальная повесть о Гуржапе Очирове.
С 1966 года в улусе Улюн проводится республиканский турнир по вольной борьбе памяти Г. В. Очирова. В центре Улюна ему установлен памятник-бюст.
Одна из улиц села Курумкан носит имя Г. В. Очирова.
Представители общественности Бурятии ходатайствовали о присвоении звания Героя России майору
Г. В. Очирову (посмертно).